# مرض اللسان الأزرق
مرض اللسان الأزرق (بالإنجليزية: Blue Tongue)‏ هو مرض وبائي يصيب الأغنام والأبقار والمجترات عموما، ويسببه فيروس ينتقل عن طريق الحشرات. من عائلة الفيروسات الجرمية – ومن نوع arbivirus وتنقله بعوضة licoides sppcu. وتكون نسبة إصابة الأبقار بهذا المرض قليلة جداً مقارنة بالأغنام والمرض فصلي وأكثر ما يشاهد في الصيف ينتقل بالبعوض الماص للدماء أو مفصليات الأرجل فهو ينتقل عن طريق الدم ولا ينتقل بالتماس المباشر تكون نسبة النفوق قليلة عند تقديم العلاج والعناية المناسبة وذلك لأن أكثر حالات النفوق تحدث نتيجة العدوى الثانوية.
يظهر المرض عند الأبقار بشكل خفي إلى تحت حاد وتكون الأعراض أخف حدة مما هي عليه عند الأغنام فيظهر بشكل رأسي أو ظلفي أو إجهاضي
فترة الحضانة من 6- 8 أيام، تحدث حمى بسيطة مع احتقان شديد للغشاء المخاطي للفم وتوذم ونزوف وقرحات على الشفاه واللسان والوسادة السنية والذي يترافق بسيلان لعابي غزير ذو رائحة كريهة كما يشاهد فيما بعد احتقان وتوذم وتقرح المخطم وسيلان أنفي مصلي مخاطي وأحيانا ًيتطور إلى نتح مدمم من الأنف يؤدي لتشكل قشور على المخطم ويحدث توذم واحمرار الملتحمة والجفون وسيلان دمعي كما يلاحظ احمرار عند قاعدة القرون ورؤوس الحلمات وتاج الظلف وفي المناطق الخالية من الشعر
وقد تحدث اختلاجات في الحركة وتوذم في عضلات الرقبة والظهر والكفل والأطراف وصعوبة في الحركة وفي الشكل الظلفي يلاحظ احمرار والتهاب منطقة التاج وتعقد الحالة يؤدي إلى التهاب الصفائح الحساسة وعرج وسقوط الأظلاف وفي الشكل الإجهاضي تجهض الحوامل أو تلد مواليد مشوهة.
يلاحظ تشريحياً احتقان وتوذم مخاطية الفم واللسان مع احتقان وتآكل في مخاطية الكرش والشبكية والورقية ونزف على مخاطية الأمعاء، انتفاخ النسيج العضلي وتنكس ونخر للخيوط العضلية للعضلات المخططة الهيكلية إضافة إلى استحالة في العضلة القلبية ونزف على الشغاف
وهناك مجترات وحشية تصاب بالمرض لكنها لا تتأثر به وتعتبر في نفس الوقت خازنا للمرض. ويؤدي المرض غالبا إلى نفوق الأغنام المصابة، لكنه لا يمثل خطورة على حياة الإنسان.
ومن الناحية التاريخية فالمرض ذو أصول أفريقية، خاصة في المناطق الاستوائية لكنه منتشر الآن في كل أنحاء العالم.

## الأعراض
- ارتفاع درجة حرارة الحيوان المصاب.
- إصابته بالخمول وفقدان الشهية.
- زيادة إفرازات الأنف واللعاب.
- وهذا يؤدي لتكوين القشور الجافة بمقدمة الفم والأنف مع التهاب الغشاء المخاطي للفم واللثة واللسان وتكوين البقع النزفية التي تتحول لبقع زرقاء.
- وقد يصاب الحيوان بإسهال مدمي.
- وانتفاخ الرأس، وآلام العضلات.
- وفي الحالات الحادة يلاحظ ظهور اللسان بلون أزرق.
- وصعوبة في المشي.
- الإجهاض.
- التهاب الرئتين والعينين.

أما نسبة الوفيات فتتراوح ما بين 2 و30%.

## التشخيص المخبري
1. العلامات السريرية
2. العينات: أ-الدم ب-الطحال

وفي المختبر يتم البحث عن الفيروس، وفي حالة وجوده فإن ذلك يؤكد الحالة المرضية، ولكن يمكن أيضا التأكد من الإصابة بعد عملية التشريح، حيث يلاحظ احتقان ونزيف على مستوى الرئة والقلب والجهاز الهضمي.

## العلاج
لا يوجد حتى الآن علاج خاص للمرض.

## الوقاية
- محاولة التعرف على رؤوس الأغنام والأبقار أو المجترات المصابة والتخلص الفوري منها.
- استخدام مبيدات حشرية بهدف القضاء على الوسيط.
- استخدام اللقاحات لحماية الحيوانات السليمة أو غير المصابة.

ويتسبب انتشار المرض على شكل واسع بأضرار مادية كبيرة للمزارعين، كما يمكن أن يؤدي إلى نفوق 50% من الحيوانات المصابة. هذا فضلا عن معاناة المزارعين من القيود التجارية التي تفرض عليهم عقب انتشار المرض، ويشير مراقبون إلى أن المرض لا يمثل خطورة على مستهلكي لحوم هذه الحيوانات.

## علم الأوبئة
قد لوحظ اللسان الأزرق في أستراليا، الولايات المتحدة، أفريقيا، الشرق الأوسط، آسيا وأوروبا. حضوره موسمي في بلدان البحر الأبيض المتوسط المتضررة. يخمد عندما تنخفض درجات الحرارة والصقيع الثابت يقتل ذبابة ناقلات الكبار. قد انتشر اللسان الأزرق شمالا منذ أكتوبر عام 1998 ، ربما نتيجة لظاهرة الاحتباس الحراري التي قد تشجع على تطويل عمر الفيروس وناقلات فيروسية خلال الشتاء.